# 近藤乳業
近藤乳業株式会社（こんどうにゅうぎょう）は、神奈川県藤沢市に本社を置く乳製品メーカー。湘南地域を主な営業エリアとしている。

## 沿革
- 1934年 - 近藤牧場設立
- 1962年 - 合名会社近藤牧場を設立。同年6月に近藤乳業株式会社に改組
- 1984年 - 関連会社イズミ食糧設立

## 関連会社
- サン・エ・バン
- イズミ食糧